# 제시카 브라운 핀들리
제시카 브라운 핀들리(Jessica Brown Findlay, 1989년 9월 14일 ~ )는 잉글랜드의 배우이다.

## 출연 작품
- 몬스터 패밀리 - 페이 역 (목소리)
- 잉글랜드 이즈 마인 - 린더 스털링 역
- 더 건지 리터라티 앤드 포테이토 필 파이 소사이어티
- 더 배니싱 - 마리안 역